# Karhusaari (ö i Finland, Södra Savolax, Nyslott)
Karhusaari är en ö i Finland. Den ligger i sjön Puruvesi och i kommunen Nyslott i  landskapet Södra Savolax, i den sydöstra delen av landet, 300 km nordost om huvudstaden Helsingfors. Öns area är 1 hektar och dess största längd är 150 meter i sydväst-nordöstlig riktning.